# Kasteel van Boutersem
Het Kasteel van Boutersem is een kasteel in de Vlaams-Brabantse plaats Boutersem, gelegen aan de Leuvensesteenweg 248-250 en de Stationsstraat 82.

## Geschiedenis
Dit kasteel moet onderscheiden worden van het Oud kasteel van Boutersem, wat de zetel van de heren van Boutersem was. Het Kasteel van Boutersem echter is veel later ontstaan met als kern de Kwademolen, een watermolen op de Velp.
Het domein van de watermolen omvatte enkele gebouwen en een tweetal vijvers. Vanaf begin 19e eeuw werd het ook als buitengoed gebruikt. In 1838 werd het domein doorsneden door de spoorweg Leuven-Tienen.
In 1890 werd het goed gekocht door Joseph Bertrand die familiebanden had met Joseph Janssens, een fabricant van Suyker te Thienen. Ook Bertrand had een belang in de Tiense Suikerraffinaderij. In 1890 liet hij een kasteel bouwen op enkele tientallen meter afstand van de molen. Het werd in historiserende eclectische stijl ontworpen en is opgetrokken uit baksteen met zandstenen speklagen. De indruk van een kasteel wordt versterkt door trapgevels en torentjes.
Uiteindelijk kwam het goed in bezit van de familie de Kerchove d'Exaerde die het kasteel tot eind jaren 1980 van de 20e eeuw bewoonde. Het domein raakte echter versnipperd over meerdere eigenaren. In 1993 werd ook het kasteel verkocht.
In het domein vindt men een aantal monumentale bomen.